# إيبسون (نيوهامشير)
إيبسون (بالإنجليزية: Epsom, New Hampshire)‏ هي بلدة أمريكية تقع في الولايات المتحدة في مقاطعة ميريماك. يقدر عدد سكانها بـ 4,566 نسمة ومساحتها 89.0 كم2 وترتفع عن سطح البحر 123 متر.

## أعلام
- نواه مارتن
- كين ناش